# Belzebuth
Belzebuth es una película de terror mexicana de 2017 dirigida por Emilio Portes y protagonizada por Joaquín Cosío y Tobin Bell.

## Sinopsis
La historia comienza en un hospital con el detective Emmanuel Ritter y su esposa celebrando el nacimiento de su bebé. Cuando Ritter recibe una llamada de su oficina, sale y una enfermera se lleva al bebé a la guardería. La enfermera cierra la puerta de la guardería, saca un bisturí y empieza a apuñalar al bebé de Ritter y a los otros recién nacidos de la guardería. Antes de que nadie pueda entrar en la guardería, la enfermera ha matado a todos los recién nacidos y se suicida, cortándose el cuello.
Varios años después, Ritter sigue traumatizado y emocionalmente distante, incapaz de procesar la muerte de su hijo. En el trabajo, se entera de un tiroteo masivo en una escuela primaria. Esta resulta ser sólo una de una serie de espantosas masacres en la zona. Ritter se embarca en una investigación paranormal, buscando a un sacerdote excomulgado y tratando de encontrar la fuerza maligna responsable de los impactantes incidentes.

## Reparto
- Joaquín Cosío como Emmanuel Ritter
- Tobin Bell como Vasilio Canetti
- Tate Ellington como Iván Franco
- Giovanna Zacarías como Leonor
- Yunuen Pardo como Beatriz
- José Sefami como Demetrio
- Aida López como Elena
- Enoc Leaño como Jefe Najera
- Felipe Tututi como Enzo
- Claudia Barbosa como Eva Martínez Sepeda
- Norma Angélica como Doña Eulalia
- Mercedes Hernández como Aurora Moreno
- Liam Villa como Isa
- Damaris Rubio como Reportera
- Carlos "Conde" Fabregat como Belzebuth

## Producción
La cinta fue grabada en locación en la frontera de México y Estados Unidos en la ciudad de Mexicali en 2015 entre los meses de mayo y julio. Se contó con un presupuesto de $3.600.000. El proyecto es una producción de Rodrigo Herranz y Pastorela Películas en coproducción con la Secretaría de Cultura a través del Fondo de Inversión y Estímulos al Cine (FIDECINE), EFD Internacional, la Universidad Autónoma de Baja California y Chemistry Cine en posproducción.

## Recepción
La película tiene un 79% índice en Rotten Tomatoes, basado en trece revisiones con un índice promedio de 6.44/10.
Javier Pérez de Cine Premiere reportó: "Portes hace un filme sobre posesiones y exorcismos que tiene solvencia narrativa por el uso eficiente de los movimientos de cámara, la paleta de colores y los efectos visuales, pero además consigue asociar lo siniestro del comportamiento humano, como son los atentados terroristas o el crimen organizado, con lo siniestro de lo paranormal, como son las posesiones, dotando así de verosimilitud, y a ratos incluso de verdadero espanto, este relato. En especial en su primera media hora. Puntuación: 3/5".